# 大内白鳥バイパス

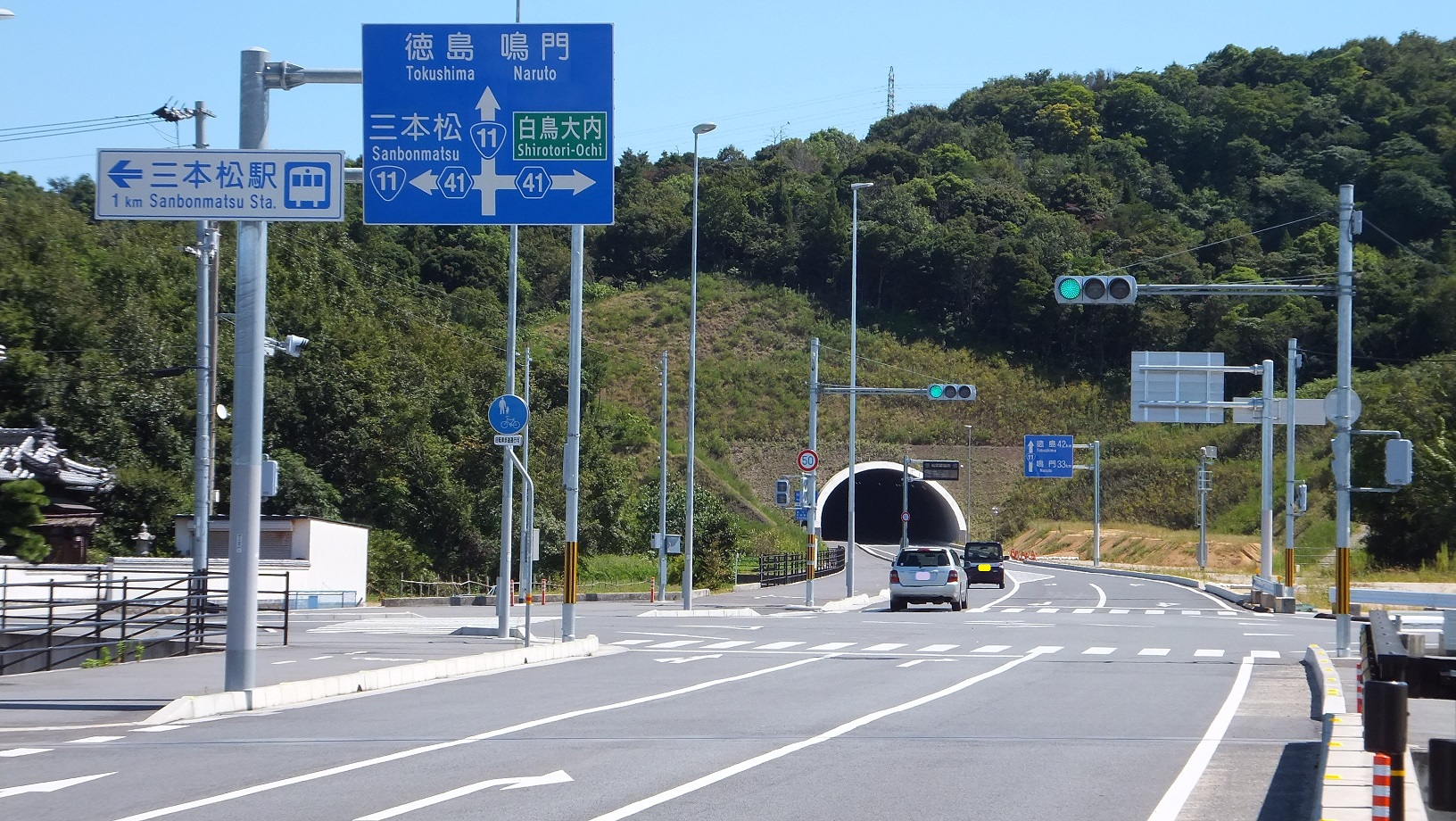
香川県道41号との交点付近

大内白鳥バイパス（おおちしろとりバイパス）は、香川県東かがわ市内を通る国道11号のバイパス道路である。

## 概要
起点・徳島市方面より東かがわ市に入った国道11号は市域北部を東から西に通っているが、同市内における一般幹線道路はこの国道11号しかないために交通渋滞が慢性的に発生し、それに伴う事故も多発している。
白鳥大内バイパスはこれら諸問題を解消するとともに地域間交流や産業の活性化などを目的として、現道より内陸側に建設中である。工区は第1工区から第4工区までに分けられており、このうち起点（東かがわ市伊座）からさぬき東街道（香川県道10号高松長尾大内線バイパス）交点（東かがわ市土居）までの第1-3工区8.0 kmは完成4車線となる予定である。これにより当バイパス起点より香川県道10号を経由して高松市まで間が全線4車線で結ばれることとなり、東讃地域の新たな大動脈となることが期待されている。
初の部分開通後6か月間で、国道11号の交通事故は約3割減少し、通学路が歩道の狭い現道から広いバイパスへ移ったことにより児童・生徒の安全性が向上した。また、11号としての交通量は従前と比べて7%増加したが、現道のJR三本松駅前交差点の渋滞長は150 mから80 mへ約半分に減少し、現道の並行区間全体では旅行速度が若干向上するなど効果が現れている。
2016年12月9日には香川県内初となるICT施工（情報化施工）が導入される。

## 路線データ
- 起点：香川県東かがわ市伊座[4]
- 終点：香川県東かがわ市小砂[4]
- 総延長：9.2 km[4]
- 第1～第3工区（起点〜東かがわ市土居間8.0 km）[4]
  - 構造規格：第4種第1級[4]
  - 車線数：片側2車線[4]
  - 幅員：29 m[4]
- 第4工区（東かがわ市土居〜終点間1.2 km）[4]
  - 構造規格：第3種第2級[4]
  - 車線数：片側1車線[4]
  - 幅員：17 m[4]
- 設定速度：全線60 km/h[4]
- 全体事業費：約230億円

### 主な構造物
- 湊川橋（110 m）
- 前山トンネル（595 m）
- 番屋川1号橋（39.5 m）
- 番屋川2号橋（26.0 m）
- 番屋川3号橋（25.0 m）

## 沿革
- 2000年（平成12年）度 : 事業化[4]。
- 2004年（平成16年）4月 : 都市計画決定[4]。
- 2006年（平成18年）4月 : 用地買収着手。
- 2008年（平成20年）度 : 工事着手。
- 2014年（平成26年）
  - 3月30日 : 大内川東交差点（県道41号交点） - 大内西村南交差点（県道129号交点）間（L=1.2 km）暫定2車線開通[5][6]。
  - 12月26日 : 用地内を並行する市道城泉線の切り替えに伴い、白鳥中学校北交差点-湊川橋東詰間が暫定2車線による事実上の供用開始[7]。
- 2015年（平成27年）3月29日 : 白鳥中学校北交差点（国道318号交点） - 大内川東交差点間（L=2.1 km）暫定2車線開通[8][9]。
- 2018年（平成30年）7月16日 : 大内西村南交差点（県道129号交点） - 松崎橋北交差点（県道130号交点）間（L=1.2 km）暫定2車線開通[10]。
- 2021年（令和3年）12月18日 : 松崎橋北交差点（県道130号交点）（東かがわ市松崎） - 県道10号交点（東かがわ市土居）間（L=1.4 km）暫定2車線開通[11]。
- 2027年（令和9年）度 : 東かがわ市伊座 - 白鳥間（L=2.1 km）暫定2車線開通予定[12]。

## 交差する主な道路
| 距離標 （徳島起点）        | 接続する道路 北← 〈国道11号大内白鳥バイパス〉 →南 | 接続する道路 北← 〈国道11号大内白鳥バイパス〉 →南 | 交差点名         | 交差する場所 | 交差する場所 |
| -------------------------- | ------------------------------------------------- | ------------------------------------------------- | ---------------- | ------------ | ------------ |
| 国道11号（徳島方面）       |                                                   |                                                   |                  |              |              |
| km                         | 国道11号本線                                      | 国道11号本線                                      | （この間未開通） | 東かがわ市   | 伊座         |
| 45.7km                     | 国道318号                                         | 国道318号                                         | 白鳥中学校北     | 東かがわ市   | 白鳥         |
| 46.2km                     | 市道湊川線                                        | 市道湊川線                                        | 湊川橋東詰       | 東かがわ市   | 白鳥         |
| 46.3km                     | 湊川                                              | 湊川                                              | 湊川橋           | 東かがわ市   | 白鳥         |
| 46.3km                     | 湊川                                              | 湊川                                              | 湊川橋           | 東かがわ市   | 湊           |
| 前山トンネル               |                                                   |                                                   |                  | 東かがわ市   |              |
| 川東                       |                                                   |                                                   |                  | 東かがわ市   |              |
| 47.8km                     | 県道41号大内白鳥インター線                        | 県道41号大内白鳥インター線                        | 大内川東         | 東かがわ市   |              |
| 48.3km                     | 与田川                                            | 与田川                                            | 新与田川橋       | 東かがわ市   |              |
| 48.3km                     | 与田川                                            | 与田川                                            | 新与田川橋       | 東かがわ市   | 中筋         |
| 48.4km                     | 市道                                              | 市道                                              | 新与田川橋西詰   | 東かがわ市   |              |
| 49.0km                     | 県道129号水主三本松線                             | 県道129号水主三本松線                             | 大内西村南       | 東かがわ市   | 西村         |
| 49.2km                     | 楠谷川                                            | 楠谷川                                            | 新楠谷川橋       | 東かがわ市   | 西村         |
| 49.6km                     | 市道                                              | 市道                                              | 落合南           | 東かがわ市   | 落合         |
| 49.8km                     | 番屋川                                            | 番屋川                                            | 落合南橋         | 東かがわ市   | 落合         |
| 49.8km                     | 番屋川                                            | 番屋川                                            | 落合南橋         | 東かがわ市   | 松崎         |
| 50.2km                     | 県道130号中村落合線                               | 県道130号中村落合線                               | 松崎橋北         | 東かがわ市   |              |
| 50.5km                     | 番屋川                                            | 番屋川                                            | 町田橋           | 東かがわ市   | 町田         |
| 50.9km                     | 市道                                              | 市道                                              | 町田             | 東かがわ市   | 町田         |
| 51.2km                     | 番屋川                                            | 番屋川                                            | 三殿橋           | 東かがわ市   | 三殿         |
| 51.6km                     | 〈さぬき東街道〉 県道10号高松長尾大内線           | 〈さぬき東街道〉 県道10号高松長尾大内線           | 北川大橋西       | 東かがわ市   | 土居         |
| km                         | 北川                                              | 北川                                              | （この間未開通） | 東かがわ市   | 土居         |
| km                         | 国道11号本線                                      | 国道11号本線                                      | （この間未開通） | 東かがわ市   | 小砂         |
| 国道11号（高松・松山方面） |                                                   |                                                   |                  |              |              |

## 関連事項
- 日本のバイパス道路一覧
- 四国地方の道路一覧